# うど・巴交通
うど・巴交通（うど・ともえこうつう）は、静岡県静岡市にあるタクシー会社である。

## 営業所・車庫の所在地
- 配車センター (代)静岡県静岡市清水区宮加三
- 静岡営業所 　(代)静岡県静岡市駿河区国吉田